# 빌뉴스
빌뉴스(리투아니아어: Vilnius [ˈvʲɪlʲnʲʊs] 듣기 (도움말·정보), 벨라루스어: Вільня 빌냐, 폴란드어: Wilno 빌노[*], 러시아어: Вильнюс 빌뉴스[*]; 예전에는 러시아어: Вильна 빌나[*], 독일어: Wilna 빌나[*], 라트비아어: Viļņa 빌냐, 문화어: 윌뉴스)는 리투아니아의 수도이다. 전간기에는 리투아니아 대공국, 후에 폴란드-리투아니아 연방의 영토였다. 전간기에 폴란드 제2공화국의 영토였다가 제2차 세계 대전 이후 리투아니아 소비에트 사회주의 공화국의 수도가 되었고, 이어 독립국 리투아니아 공화국의 수도가 되었다.
542,287명의 인구중 57.8%가 리투아니아인이고, 18.7%가 폴란드인, 13.9%가 러시아인, 4.0%가 벨라루스인이다. 상트페테르부르크∼바르샤바 간을 연결하는 국제철도의 요지이며 발트해로부터 항행이 가능하다. 정밀기계·공작기계·전기제품 등의 공업이 성하다.

## 이름의 유래
도시의 이름인 빌뉴스는 빌니아강으로부터 비롯되었다고 여겨진다. 도시는 또한 그곳의 역사를 통하여 다양한 언어에서 다수의 파생된 철자로 알려진 상태이다.

## 역사
원래는 발트인 정착촌이었으며 슬라브인들도 거주하였다. 적어도 11세기부터는 유대인들도 거주하기 시작했다. 기록에 처음 등장하는 것은 1323년 리투아니아 대공 게디미나스(Gediminas)가 성채를 세우면서이다. 리투아니아의 대공이었다가 폴란드의 왕을 겸하게 된 브와디스와프 2세(폴란드어: Władysław II Jagiełło 브와디스와프 야기에워[*], 리투아니아어: Jogaila 요가일라)는 1387년 빌뉴스에 도시 자치법에 따른 권리를 부여하였다. 당시 빌뉴스의 주민들은 리투아니아인들 외에도 루신인(근대의 벨라루스인), 폴란드인, 독일인, 유대인을 포함하였다.
1503년에서 1522년 사이 빌뉴스는 아홉 개의 성문과 세 개의 성탑을 갖춘 성곽으로 둘러싸여 있었다. 빌뉴스는 지그문트 2세(리투아니아어: Žygimantas Augustas, 폴란드어: Zygmunt II August)가 1544년 그곳으로 왕궁을 이전하면서 최고 전성기를 맞았다. 스테판 바토리(리투아니아어: Steponas Batoras, 폴란드어: Stefan Batory)는 1579년 빌뉴스 대학교를 설립하였다. 이 대학은 폴란드-리투아니아 연방의 학문, 특히 과학의 중심지가 되었다. 빌뉴스 시는 급속도로 성장하며 많은 이민자들을 받아들여 폴란드인, 벨라루스인, 유대인, 러시아인, 독일인, 카라이파 유대인, 루신인 등 다양한 구성원들이 각각 시의 발전에 기여하였다. 1655년 러시아군이 빌뉴스를 함락시켜 약탈하고 불태웠다. 주민들은 학살되었다. 그 후 빌뉴스의 성장은 주춤했으나 인구 수는 다시 회복되어 19세기 초에는 북유럽에서 세 번째로 큰 도시가 되었다.
1795년 제3차 폴란드 분할 이후 빌뉴스는 러시아 제국에 합병되어 빌나 현의 현도가 되었다. 제1차 세계 대전 중에는 1915년부터 1918년까지 독일군이 점령하였다. 독일군이 물러난 후에는 빌뉴스는 폴란드 자위대, 볼셰비키군, 폴란드군, 다시 소비에트 연방군의 손으로 넘어가며 그 지배자가 여러번 바뀌었다. 1920년 바르샤바 전투에서 폴란드군에 패한 소련군은 그해 7월 12일 평화 협정을 통해 새로이 독립국으로 재탄생한 리투아니아에 빌뉴스를 넘겨주었다. 10월 9일에는 루찬 젤리고프스키 장군이 이끄는 폴란드군의 리투아니아·벨라루스 사단이 연출된 쿠데타를 통해 빌뉴스를 장악하였다. 빌뉴스 시와 주변 지역은 폴란드의 괴뢰 국가인 중앙리투아니아 공화국(폴란드어: Litwa Środkowa)이라는 독립된 국가로 선포되었다. 1922년 2월 20일에는 이 지역이 모두 폴란드 영토가 되었다. 카우나스의 리투아니아 정부는 폴란드가 불법적으로 빌뉴스를 점령하고 합병했다고 보아 리투아니아와 폴란드와의 관계는 1938년까지 단절된 상태로 계속되었다. 그동안 빌뉴스는 다시 빠르게 성장하였다. 당시 빌뉴스의 주민 대다수는 폴란드인과 유대인이었고 리투아니아인들은 소수였다(제1차 세계 대전 직후 3% 미만, 1930년대에는 1% 미만).
제2차 세계 대전이 발발하자 독일-소련 불가침 조약의 비밀 조항에 따라 소련은 1939년 9월 19일 빌뉴스를 장악하고 합병하였다. 1939년 10월 10일 소련의 최후통첩을 받은 리투아니아는 빌뉴스를 얻는 대신 소련이 리투아니아 각지에 군사 기지를 세우는 것을 허락하였다. 곧 수도를 카우나스에서 빌뉴스로 이전하는 작업이 시작되었지만 미처 끝내기도 전인 1940년 6월 소련은 리투아니아 전국을 점령하였다. 새로 설립된 리투아니아 소비에트 사회주의 공화국의 수도가 된 빌뉴스에는 공산주의 정권이 세워졌다. 4만명에 달하는 수가 소련의 비밀 경찰 내무인민위원회에 체포되어 강제 수용소로 보내졌다.
1941년 6월에는 빌뉴스가 독일군에 함락되어 구시가에는 유대인 주민들을 위한 게토가 두 군데 세워졌다. 이 가운데 작은 게토는 같은 해 10월에 이미 ‘제거’된 상태였고 두 번째 게토의 주민들은 이른바 악티오넨(독일어: aktionen)의 일환으로 수시로 학살되었다. 1943년 9월 1일 게토 반란이 실패로 끝난 후 두 번째 게토도 파괴되었다. 265,000명에 달했던 빌뉴스의 유대인 인구의 95% 정도가 독일군과 리투아니아인에 의해 살해되었으며 많은 수는 구시가에서 서쪽으로 10킬로미터 떨어진 파네리아이(리투아니아어: Paneriai)에서 죽음을 맞았다.
1944년에는 폴란드 향토군과 소련군이 차례로 빌뉴스를 장악하였다. 빌뉴스는 다시 리투아니아 소비에트 사회주의 공화국의 수도로 소련에 합병되었다. 제2차 세계 대전 직후 소련은 리투아니아와 벨라루스의 폴란드인들을 추방하기로 결정했다. 여기에 농촌의 리투아니아인들과 소련의 타 공화국에서 러시아인들이 도시에 이주하면서 전후 빌뉴스는 주민 구성, 문화, 전통이 완전히 바뀌었다.
1990년 3월 11일 리투아니아 소비에트 사회주의 공화국 최고회의가 소비에트 연방으로부터의 독립을 선언하고 독립 리투아니아 공화국을 회복시켰다. 소련은 1991년 1월 9일 군 병력을 투입하여 이에 대응했고 1월 13일에는 국립 라디오·텔레비전 건물과 빌뉴스 텔레비전 철탑을 공격하는 과정에서 민간인 14명이 죽고 700명 이상 심한 부상을 입었다. 하지만 소련은 결국 1991년 8월 리투아니아의 독립을 인정하였다.
그 후 빌뉴스는 소련 시절의 흔적을 지우고 현대 유럽 도시로 탈바꿈하려 노력하며 빠른 속도로 변화하고 있다. 옛 건물들은 수리되고 네리스강 북쪽에는 새로운 시 중심가가 될 새 상업 지역이 발달되고 있다.

## 문화
1997년 4월 1일부터 빌뉴스 시의 구 시가지 지역과 빌넬레 강의 경계에 있는 지역에 예술가들이 모여서 우주피스 공화국(Republic of Užupis)이라는 가상의 나라를 세워, 만우절마다 기념하고 있다.
빌뉴스에는 점령과 자유 투쟁 박물관이 있다.

## 지리
빌뉴스는 남동쪽의 (북위 54° 41′  동경 25° 17′  / 북위 54.683°  동경 25.283° ) 리투아니아에 있는 빌니아강과 네리스강의 합류상에 위치한다. 많은 다른 도시들처럼 빌뉴스는 교차하는 강인 빌니아의 이름을 따서 지어졌다고 여겨진다.
빌뉴스에 가깝게 위치한 곳은 유럽의 지리학적 중심이라 주장하는 장소이다. 빌뉴스의 비중심 지역은 수세기를 통하여 변화하는 나라의 국경 형태로 생각할 수 있다. 빌뉴스는 문화적, 지리적으로 리투아니아 대공국의 중심에 있었다.
빌뉴스는 발트해와 리투아니아 최대의 항구 도시인 클라이페다에서 312km 정도 떨어진 곳에 위치한다. 빌뉴스는 카우나스 (102km), 샤울레이(Šiauliai, 214km), 파네베지스(Panevėžys, 135km)와 같은 리투아니아의 주요 도시들과는 고속도로로 연결되어 있다.
현재 빌뉴스 지역은 402km2이다. 빌딩이 도시의 29.1%, 녹색 공간이 68.8%, 물이 2.1%를 점유한다.

## 기후
빌뉴스의 기후는 쾨펜의 기후 구분에 의해 대륙성 기후로 간주된다. 온도 기록은 1777년 이래로 유지되어오고 있는 상태이다. 연평균 기온은 7.3 °C이며 1월 평균 기온은 −3.8 °C, 7월 평균 기온은 18.7 °C이다. 연평균 강수량은 대략 661 밀리미터이다.
여름은 섭씨 30도 이상의 온도로 더울 수 있다. 빌뉴스에서 밤 생활은 1년 중 이시간 때에 최고조이며 야외 술집, 식당과 카페들은 낮 동안 매우 대중적이된다. 겨울은 어는점 위로 거의 접근하지 않는 온도로 매우 춥다. 섭씨 영하 25 도 아래의 온도는 1월과 2월에 아직 알려지지 않은 상태이다. 빌뉴스의 강들은 특히 추운 겨울에 얼며, 도시를 둘러싸고 있는 호수들은 거의 항상 영구적으로 1년 중 이때 동안 얼어있다. 인기있는 놀이는 어부가 얼음에 구멍을 뚫고 미끼를 낀 갈고리로 낚시를 하는 얼음 낚시이다.
| 빌뉴스의 기후                                                                                           | 빌뉴스의 기후 | 빌뉴스의 기후 | 빌뉴스의 기후 | 빌뉴스의 기후 | 빌뉴스의 기후 | 빌뉴스의 기후 | 빌뉴스의 기후 | 빌뉴스의 기후 | 빌뉴스의 기후 | 빌뉴스의 기후 | 빌뉴스의 기후 | 빌뉴스의 기후 | 빌뉴스의 기후 |
| 월 | 1월           | 2월           | 3월           | 4월           | 5월           | 6월           | 7월           | 8월           | 9월           | 10월          | 11월          | 12월          | 연간          |
| --- | ------------- | ------------- | ------------- | ------------- | ------------- | ------------- | ------------- | ------------- | ------------- | ------------- | ------------- | ------------- | ------------- |
| 역대 최고 기온 °C (°F)                                                                                  | 12.3 (54.1)   | 14.4 (57.9)   | 24.7 (76.5)   | 29.0 (84.2)   | 31.8 (89.2)   | 34.2 (93.6)   | 36.4 (97.5)   | 34.9 (94.8)   | 33.1 (91.6)   | 24.5 (76.1)   | 15.5 (59.9)   | 10.5 (50.9)   | 36.4 (97.5)   |
| 일평균 최고 기온 °C (°F)                                                                                | −1.7 (28.9)   | −0.5 (31.1)   | 4.4 (39.9)    | 12.6 (54.7)   | 18.4 (65.1)   | 21.7 (71.1)   | 23.8 (74.8)   | 23.1 (73.6)   | 17.4 (63.3)   | 10.3 (50.5)   | 3.7 (38.7)    | −0.3 (31.5)   | 11.1 (52.0)   |
| 일일 평균 기온 °C (°F)                                                                                  | −3.8 (25.2)   | −3.1 (26.4)   | 0.9 (33.6)    | 7.6 (45.7)    | 13.0 (55.4)   | 16.4 (61.5)   | 18.7 (65.7)   | 17.9 (64.2)   | 13.0 (55.4)   | 7.1 (44.8)    | 1.9 (35.4)    | −2.1 (28.2)   | 7.3 (45.1)    |
| 일평균 최저 기온 °C (°F)                                                                                | −5.9 (21.4)   | −5.6 (21.9)   | −2.7 (27.1)   | 2.6 (36.7)    | 7.5 (45.5)    | 11.1 (52.0)   | 13.6 (56.5)   | 12.7 (54.9)   | 8.5 (47.3)    | 3.9 (39.0)    | 0.0 (32.0)    | −4 (25)       | 3.5 (38.3)    |
| 역대 최저 기온 °C (°F)                                                                                  | −37.2 (−35.0) | −35.8 (−32.4) | −29.6 (−21.3) | −14.4 (6.1)   | −4.4 (24.1)   | 0.1 (32.2)    | 3.5 (38.3)    | 1.0 (33.8)    | −4.8 (23.4)   | −14.4 (6.1)   | −22.8 (−9.0)  | −30.5 (−22.9) | −37.2 (−35.0) |
| 평균 강수량 mm (인치)                                                                                   | 38.9 (1.53)   | 34.4 (1.35)   | 37.0 (1.46)   | 46.2 (1.82)   | 52.1 (2.05)   | 72.7 (2.86)   | 79.3 (3.12)   | 75.8 (2.98)   | 65.2 (2.57)   | 51.5 (2.03)   | 51.5 (2.03)   | 49.2 (1.94)   | 653.8 (25.74) |
| 평균 강수일수                                                                                           | 21.7          | 18.4          | 17.5          | 10.2          | 12.4          | 11.7          | 11.4          | 10.5          | 9.7           | 13.5          | 16.7          | 21.2          | 174.9         |
| 평균 월간 일조시간                                                                                      | 37            | 70            | 117           | 165           | 242           | 231           | 220           | 217           | 141           | 93            | 33            | 25            | 1,591         |
| 출처: 미국 해양대기청 (평년값: 1991년~2020년, 극값: 1777년~현재, 일조시간: 1961년~1990년), Météo Climat |               |               |               |               |               |               |               |               |               |               |               |               |               |

## 인구
1916년 12월 14일 당시 점령중이던 독일의 군대에 의한 인구조사에 따르면, 빌뉴스에 전체 138,794 명의 거주자가 있었다. 이 숫자는 다음의 국민들로 구성되어 있었다:폴란드인 53.67% (74,466 명), 유대인 41.45% (57,516 명), 리투아니아인 2.09% (2,909 명), 러시아인 1,59% (2,219 명), 독일인 0.63% (880 명), 벨라루시인 0.44% (644 명)과 다른 인종 0.13% (193 명)
1931년 12월 9일 인구조사에 따르면 폴란드인들이 전체 빌뉴스 인구 (128,600 명)의 65.9%, 유대인들이 28% (54,600 명), 러시아인들이 3.8% (7,400 명), 벨라루시인이 0.9% (1,700 명), 리투아니아인들이 0.8% (1,579 명), 독일인이 0.3% (600 명), 우크라이나인들이 0.1% (200 명), 기타 인종이 0.2% (대략 400 명)를 구성한다는 사실이 드러났다.
빌뉴스 국가 통계청이 실시한 2001년 인구조사에 따르면, 빌뉴스 시 자치체에 542,287 명이 있었으며, 57.8%는 리투아니아인, 18.7%는 폴란드인, 14%는 러시아인, 4.0%는 벨라루스인, 1.3%는 우크라이나인, 0.5%는 유대인이었다. 나머지 사람들은 다른 국적이거나 대답을 거부했다고 나타냈다.

### 전개
| 1796에서 1939까지 빌뉴스의 인구 변화 |        |        |        |        |         |         |         |         |         |         |         |
| 1796                                 | 1811   | 1818   | 1859   | 1875   | 1897    | 1909    | 1916    | 1919    | 1923    | 1931    | 1939    |
| 17 500                               | 56 300 | 33 600 | 58 200 | 82 700 | 154 500 | 205 200 | 140 800 | 128 500 | 167 400 | 195 100 | 209 400 |

| 1941에서 2007까지 빌뉴스의 인구 변화 |         |         |         |         |         |         |         |         |         |         |         |
| 1941                                 | 1944    | 1959    | 1970    | 1979    | 1985    | 1989    | 2001    | 2003    | 2004    | 2006    | 2007    |
| 270 000                              | 110 000 | 236 100 | 372 100 | 481 000 | 544 400 | 576 700 | 542 300 | 552 800 | 541 180 | 541 824 | 542 782 |

## 자매 도시
| - 카자흐스탄 아스타나 - 덴마크 올보르 - 벨기에 브뤼셀 - 슬로바키아 브라티슬라바 - 헝가리 부다페스트 - 미국 시카고 - 몰도바 키시너우 - 우크라이나 드니프로 - 우크라이나 도네츠크 - 독일 뒤스부르크 | - 아일랜드 더블린 - 영국 에든버러 - 독일 에르푸르트 - 폴란드 그단스크 - 중화인민공화국 광저우시 - 러시아 이르쿠츠크 - 핀란드 요엔수 - 우크라이나 키이우 - 폴란드 크라쿠프 - 폴란드 우치 | - 슬로베니아 류블랴나 - 미국 매디슨 - 벨라루스 민스크 - 러시아 모스크바 - 키프로스 니코시아 - 노르웨이 오슬로 - 이탈리아 파비아 - 그리스 피레아스 - 아이슬란드 레이캬비크 - 라트비아 리가 | - 러시아 상트페테르부르크 - 오스트리아 잘츠부르크 - 스웨덴 스톡홀름 - 프랑스 스트라스부르 - 중화민국 타이베이시 - 대한민국 인천광역시 - 에스토니아 탈린 - 캐나다 토론토 - 몰타 발레타 - 폴란드 바르샤바 - 조지아 트빌리시 |